# Raïon d'Argaïach
Le raïon d'Argaïach (en russe : Аргаяшский район, Argaïachski raïon) est une subdivision administrative de l'oblast de Tcheliabinsk, en Russie. Son centre administratif le village d'Argaïach.

## Géographie
Le raïon d'Argaïach est situé dans le nord de l'oblast. Il couvre une superficie de 2 791 km2. La forêt couvre 26 pour cent de son territoire, les eaux (50 lacs et neuf rivières) 11 pour cent.

## Histoire
La formation de cette entité administrative remonte au 20 août 1930.

## Économie
Les surfaces agricoles totalisent 140 800 ha. Le raïon produit des céréales, des légumineuses, des pommes de terre et des légumes, mais pratique également l'élevage (bovins, moutons, lapins, volaille).

## Administration
La raïon d'Argaïach est subdivisé en 12 municipalités regroupant 85 localités.
| №  | Municipalité                       | Centre             | Nombre de localités | Population (2002) |
| -- | ---------------------------------- | ------------------ | ------------------- | ----------------- |
| 1  | Municipalité d'Akbachiéva          | Akbachiéva         | 8                   | 3336              |
| 2  | Municipalité d'Argaïach            | Argaïach           | 1                   | 10170             |
| 3  | Municipalité de Aiazgoulova        | Aiazgoulova        | 9                   | 2176              |
| 4  | Municipalité de Baïramgoulovo      | Baïramgoulovo      | 9                   | 3289              |
| 5  | Municipalité de Diérbichieva       | Diérbichieva       | 7                   | 2903              |
| 6  | Municipalité de Ichalino           | Ichalino           | 2                   | 1939              |
| 7  | Municipalité de Kamichievka        | Kamichievka        | 6                   | 2490              |
| 8  | Municipalité de Kouznietchkoïé     | Kouznietchkoïé     | 9                   | 3353              |
| 9  | Municipalité de Koulouivo          | Koulouivo          | 13                  | 5896              |
| 10 | Municipalité de Norkino            | Norkino            | 5                   | 2832              |
| 11 | Municipalité de Khoudaïbierdinskïi | Khoudaïbierdinskïi | 6                   | 1557              |
| 12 | Municipalité de Iaratkoulova       | Iaratkoulova       | 10                  | 2867              |